# Diofantická rovnice
Diofantická rovnice (někdy též diofantovská) v matematice je neurčitá polynomiální rovnice, která dovoluje proměnným nabývat pouze hodnot z oboru celých čísel. Diofantovské problémy mají méně rovnic než neznámých proměnných a zahrnují nalezení celých čísel, která jsou řešením pro všechny rovnice soustavy. Řečeno techničtějším jazykem, definují algebraickou křivku, algebraický povrch nebo obecnější útvar, a hledají na něm body mřížky.
Slovo diofantické odkazuje k antickému matematikovi z 3. století, Diofantovi z Alexandrie v Egyptě, který takové rovnice studoval a byl také jedním z prvních matematiků, který zavedl symbolismus v algebře. Matematické studium diofantovských problémů započaté Diofantem se nyní nazývá „diofantovská analýza“. Lineární diofantovská rovnice je rovnicí dvou součtů monomů prvního nebo nultého řádu.
Zatímco jednotlivé rovnice představují svého druhu puzzle a byly mnohokrát zkoumány, formulace obecné teorie diofantovských rovnic byla získána až ve dvacátém století, později než teorie kvadratických forem.

## Příklady diofantických rovnic
V následujících diofantických rovnicích jsou {\displaystyle x}, {\displaystyle y} a {\displaystyle z} neznámé, ostatní proměnné jsou dány.
- {\displaystyle ax+by=k\,}: Bézoutova rovnost, příklad lineární diofantovské rovnice.
- {\displaystyle x^{n}+y^{n}=z^{n}\,}: Pro n = 2 existuje nekonečně mnoho řešení (x,y,z), pythagorejské trojice. Pro větší hodnoty n Velká Fermatova věta říká, že neexistuje žádné řešení pro kladná celá čísla x, y, z, které by splňovalo tuto rovnici.
- {\displaystyle x^{2}-ny^{2}=1\,} (Pellova rovnice), pojmenovaná po anglickém matematikovi Johnu Pellovi. Původně byla studována Brahmaguptou v šestém století, a o mnoho později Fermatem.
- {\displaystyle \sum _{i=0}^{n}{a_{i}x^{i}y^{n-i}}=c}, kde {\displaystyle n\geq 3} a {\displaystyle c\neq 0}: Toto jsou Thueovy rovnice a mají obvykle řešení.
- {\displaystyle {\frac {4}{n}}={\frac {1}{x}}+{\frac {1}{y}}+{\frac {1}{z}}}, neboli v polynomiálním tvaru {\displaystyle 4xyz=n(xy+xz+yz)\,}. Erdősova–Strausova domněnka zní, že pro každé kladné celé číslo n ≥ 2 existuje řešení kladných celých čísel x, y, a z.

## Úloha vedoucí na diofantickou rovnici
Tři rybáři společně ulovili určité množství ryb a ulehli ke spánku. První se vzbudil a chtěl si odnést svůj podíl. Počet ryb ale nebyl dělitelný třemi, proto jednu rybu pustil zpět do vody. Vzal si třetinu zbývajícího počtu a odešel. Když se vzbudil druhý rybář, situace se opakovala. Jednu rybu pustil, vzal si třetinu a odešel. Totéž udělal třetí rybář. Otázka je, kolik bylo ryb. Řešení vede na následující rovnici, v níž {\displaystyle x} je počet ulovených ryb a {\displaystyle y} počet zbylých ryb.
{\displaystyle \left(\left(\left(x-1\right){2 \over 3}-1\right){2 \over 3}-1\right){2 \over 3}=y}
Po úpravě dostáváme
{\displaystyle 8x=27y+38\,.}
Když tuto úlohu ve škole řešil Paul Dirac, prohlásil, že rybáři chytili −2 ryby. Z hlediska úlohy je odpověď absurdní, ale toto číslo je řešením příslušné rovnice. Navíc pěkným, protože je jediné, při němž {\displaystyle x=y}. Nejmenší přirozené číslo {\displaystyle x} řešící tuto úlohu je 25 a každé další je o 27 větší, tedy 52, 79, 106… Prodloužením do záporných čísel vzniknou řešení −2, −29 atd. Později Dirac jako první předpověděl existenci antihmoty, když fyzikálně interpretoval podobně „absurdní“ řešení Schrödingerovy rovnice.

## Širší kontext
K řešení diofantických rovnic se vztahuje 10. Hilbertův problém, který se ptal po existenci algoritmu, který dokáže rozhodnout, zda existuje řešení pro libovolnou diofantickou rovnici. Možnost existence takového algoritmu byla vyloučena Matijasevičovou větou v roce 1970. Jurij Vladimirovič Matijasevič ukázal, že již pro rovnice s více než devíti proměnnými nelze rozhodovací algoritmus najít. Wilesova metoda důkazu Velké Fermatovy věty ovšem naznačuje, že by měl existovat rozhodovací algoritmus pro diofantické úlohy o třech proměnných. Stále zůstává nezodpovězena otázka, jaký je nejnižší počet proměnných, pro který je existence řešení diofantické rovnice nerozhodnutelné.